# Тарновія (Тарнув)
ФК Тарновія (пол. Tarnovia) — польська футбольна команда з міста Тарнів, заснована у 1909 році.